# Monsanto
För andra betydelser, se Monsanto (olika betydelser).
Monsanto Company var ett multinationellt kemi- och läkemedelsföretag från USA, och är numera ett biotekniskt jordbruksföretag och världens näst största producent av genmodifierade frön. Företaget är ett av flera företag inom utveckling och marknadsföring av GMO-grödor och tillväxthormon för nötkreatur.[källa behövs] Det är bidragande orsaker till att företaget ifrågasätts av bland annat aktivister.

## Historia
Det har funnits två olika bolag med namnet Monsanto.
Det ursprungliga företaget startades i St. Louis 1901 av John Francis Queeny. Han började med egna pengar och kapital från en läskedrycksdistributör. Namnet kommer från hans frus ursprungliga namn.
2000 gick Monsanto ihop med Pharmacia & Upjohn, växtförädlingsdelarna av det ursprungliga Monsanto placerades i ett nytt helägt dotterbolag Monsanto Ag Company. Monsanto bytte sedan namn till Pharmacia och Monsanto Ag Company till Monsanto Company Här skapas alltså ett helt nytt bolag med namnet Monsanto.
2000 - 2002 Pharmacia säljer av sitt dotterbolag Monsanto Company.
2005 köpte Monsanto företaget Seminis Inc, vilket då gjorde Monsanto till världens största fröföretag.
I september 2016 aviserade Bayer sin avsikt att förvärva Monsanto för  66 miljarder USD. Efter att ha fått USA:s och EU:s godkännande fullföljdes köpet den 7 juni 2018. Bayer planerar att skrota bolagsnamnet Monsanto när förvärvet av den amerikanska tillverkaren av bekämpningsmedel och utsäde slutförts.

## Produkter

### Ursprungliga Monsanto
Företagets första produkter var sötningsmedlet sackarin, vilket företaget sålde till Coca-cola[källa behövs].
Företaget var ett av flera tillverkare av avlövningsmedlet Agent Orange till USA:s avlövningskampanj under Vietnamkriget.
Det ursprungliga Monsanto utvecklade växtgiftet glyfosat och hade patent på det fram till patentet gick ut år 2000.
Monsanto har även under perioder tillverkat miljögifter som DDT och vissa PCB-föreningar.[källa behövs]

### Nuvarande Monsanto

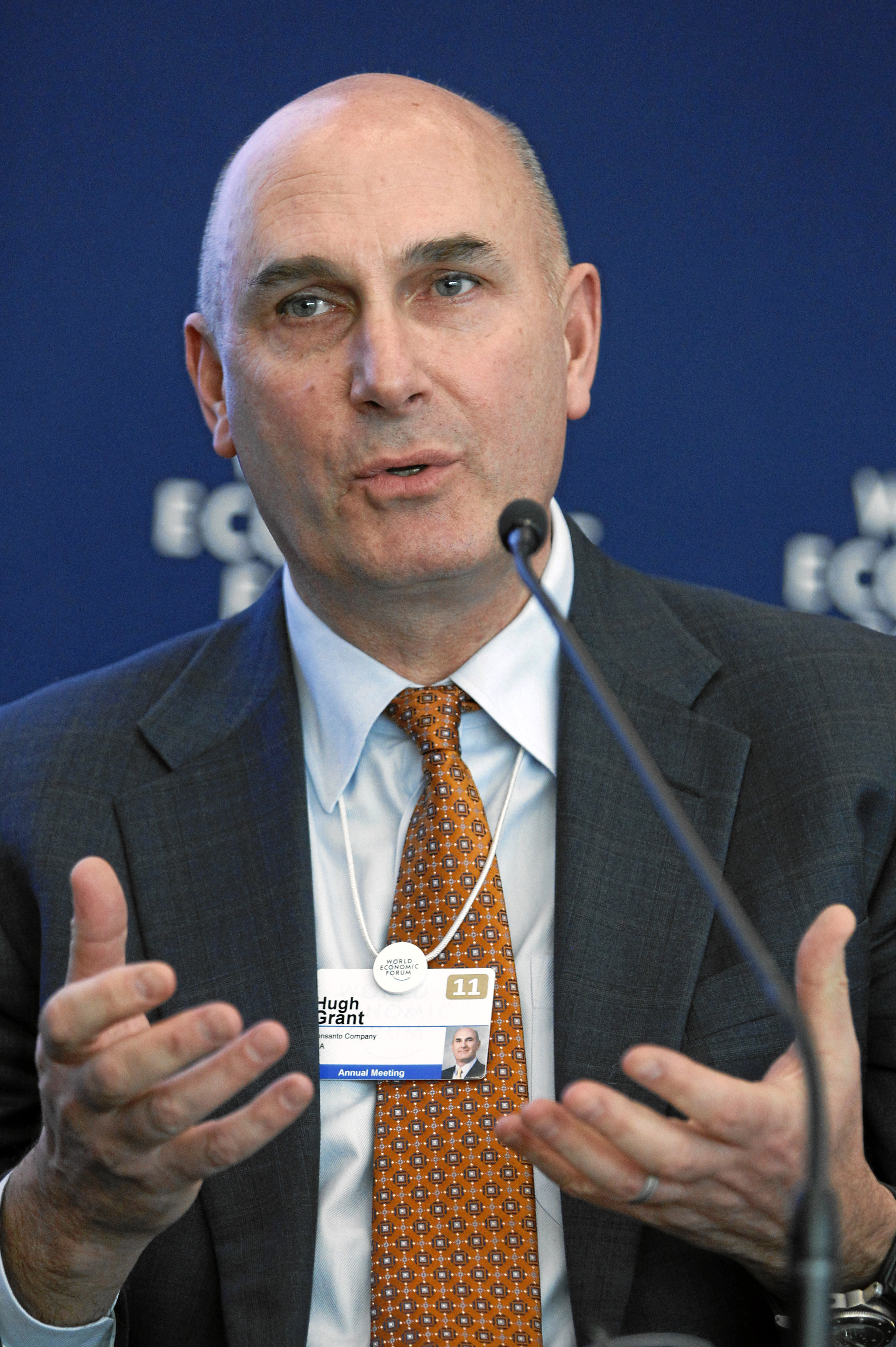
Monsantos VD Hugh Grant

Det nya Monsanto tillverkar fortfarande det glyfosatbaserade bekämpningsmedlet RoundUp, men efter att patentet gick ut har Kina tagit över som världens största producent av glyfosat-baserade bekämpningsmedel.
Monsanto har tagit fram ett antal GMO-grödor, som modifierats för att ha en hög tålighet mot Roundup och andra glyfosat-baserade bekämpningsmedel. Dessa säljs under beteckningen "Roundup ready".

## Monsanto i Sverige
2012 gav jordbruksverket klartecken för Monsanto att i fältförsök odla den genmodifierade sockerbetan H7-1 i Lunds kommun, Kävlinge kommun, Staffanstorps kommun, Svedala kommun och Kristianstads kommun för att utvärdera de agronomiska egenskaperna och tåligheten mot ogräsmedel.